# The Tramp
The Tramp, também conhecido como The Little Tramp (Carlitos no Brasil e Charlot na Europa), é o personagem mais conhecido e bem-sucedido de Charles Chaplin, como também um ícone do cinema mudo.
The Tramp, interpretado por Chaplin, é um vagabundo de rua que tem o seu jeito gentil, simples, ingênuo e também se aparenta a ser um verdadeiro cavalheiro como sua principal característica.
No entanto, do mesmo jeito em que ele luta para sobreviver, comer e trabalhar, ele também vive criando conflitos com pessoas da alta sociedade, que é os que não o suportam por sua classe social.
Mas Chaplin, raramente, não caracterizava The Tramp como um vagabundo de rua. Às vezes, ele tinha outra personalidade ou até pertencia a alta classe social. Outra coisa importante, é que ele algumas vezes, era referido como "Charlie". Na versão original e muda de 1925 de The Gold Rush, a personagem era chamado como "The Funny Little Fellow" (na versão de 1942, como Chaplin narrou o filme, ele o chamava de "The Little Fellow").

## Nascimento da personagem e sua história no cinema
The Tramp (Carlitos), apareceu pela primeira vez no curta de 1914, Kid Auto Races at Venice da Keystone Studios. The Tramp se tornou um grande personagem e depois o maior símbolo do cinema mudo.

## Características
Os atributos físicos do personagem incluem um par de calças largas, um paletó apertado, um pequeno chapéu-coco, um par de sapatos gastos e sua bengala de bambu.

## Opinião de Chaplin sobre a própria personagem
Em uma entrevista de 1933, Chaplin descreveu como ele inventou a personagem: "Um cenário estava pronto para o filme de Mabel Normand, Mabel's Strange Predicament e disseram de última hora para vestir uma fantasia engraçada. Fui ao guarda-roupa e encontrei um par de calças largas, um paletó apertado, um pequeno chapéu-coco e um par de sapatos grandes. Eu queria que as roupas resultassem em uma contradição enorme, sabendo que a personagem seria destacada na tela. Para dar um toque cômico, resolvi colocar um pequeno bigode que não esconderia a minha expressão. Minha presença com aquele figurino causou uma reação entusiástica em todos, inclusive o Sr. Sennett. Parecia que o figurino me enchia com o espírito da personagem. Ele realmente se tornou um homem com alma, com um ponto de vista. Descrevi ao Sr. Sennett o tipo de pessoa que ele era. Ele tem um ar exageradamente romântico, sempre à procura de um romance, mas os seus pés não permitem".
Em 1959, na época do filme The Chaplin Revue, Chaplin comentou a um repórter: "Fiz mal em ter aposentado a personagem. Havia espaço para o pequeno sujeito na era atômica".
Nos anos 80, a nova geração reviu-se na personagem, sendo a mascote da campanha de promoção do Computador Pessoal da IBM.

## O curta-metragem

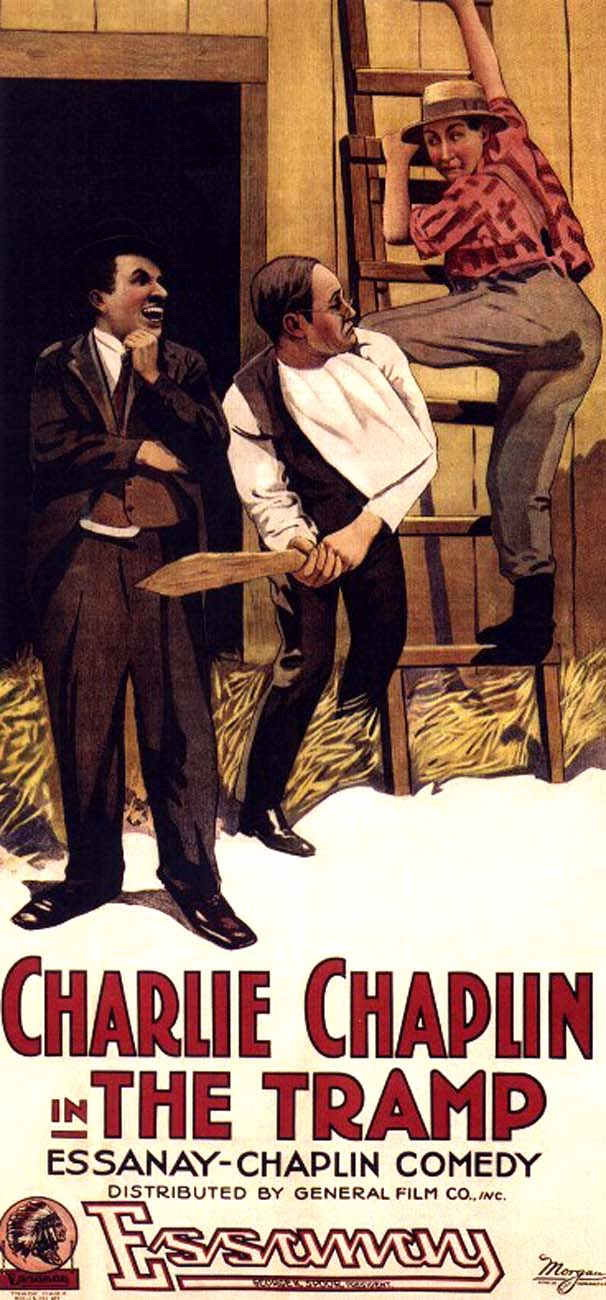
Cartaz do filme O Vagabundo de 1915

The Tramp, é um curta-metragem com Chaplin como o personagem titular. Trata-se de um vagabundo que pretende ajudar uma moça contra um grupo de bandidos que a tinha roubado. Para recuperar o dinheiro, ele acaba trabalhando na fazenda do pai da moça. Ele apaixona-se por ela, mas quando o noivo dela chega, ele resolve seguir o seu caminho sozinho.
O filme também conta com Edna Purviance, Lloyd Bacon e Leo White no elenco.
The Tramp, foi lançado no dia 11 de Abril de 1915 pela Essanay Studios.